# Chobda
Chobda (rusky Хобда) je řeka v Aktobské oblasti v Kazachstánu. Těsně před ústím tvoří krátce hranici s Orenburskou oblastí Ruska. Na horní toku se nazývá Velká Chobda (rusky Большая Хобда). Je levým přítokem Ileku (povodí Uralu). Délka toku činí 225 km. Od pramene pravé zdrojnice Karachobdy 363 km. Povodí má rozlohu 14 700 km².

## Průběh toku
Protéká Poduralskou planinou.

## Vodní režim
Zdroj vody je převážně sněhový. Chobda má značně rozkolísané průtoky a v letním období se rozpadá na oddělené úseky. Průtok vody v řece se pohybuje od 3 do 650 m³/s.

## Využití
Voda z řeky se využívá na zavlažování.